# پادشاه شیلسونگ
پادشاه شیلسونگ (به کره‌ای: 실성왕)، (سلطنت: ۴۰۲~۴۱۷ میلادی)؛ هجدهمین پادشاه شیلا و از نوادگان کیم آلجی و پسر کیم ته‌سوجی (ژنرال گاکگانگ) و بانو ایریسوک و پسر عموی پادشاه نه‌مول بود. نام‌های دیگر او پادشاه شیلجو، بوجو و بوگوم هستند.او نیز مانند شاه قبلی خدمتگذار گوگوریو و گوانگ‌گه‌تو بزرگ شد

## حکومت
پدر او کیم ته‌سوجی، گفته می‌شود که پسر کیم مالگو است، اما زمان آن بسیار متفاوت است، بنابراین تا حدودی نامشخص است و در سامگوک یوسا، گفته می‌شود که او برادر کوچکتر پادشاه میچو است. طبق داستان سامگوک ساگی، او پسر کیم مالگو و نوه پادشاه گودو گالمون است. با این حال، در سامگوک یوسا، پدرش ته‌سوجی گفته می‌شود که برادر کوچکتر پادشاه میچو است. سوابق محل تولد او ناشناخته بود، اما گذرگاهی به نام تکبو سابوجی وانگ در یادبود پوهانگ نانگسو ری پیدا شد، و مشخص شد که او در گوم‌سونگ پایتخت شیلا زندگی می‌کرد. تأیید شد که او از خانواده تکبو به دنیا آمد.
طبق سامگوک‌ساگی، شیلسونگ ۷ پا و ۵ اینچ قد داشت، و او فردی باهوش و برجسته بود و می‌توانست آینده را ببیند.
همسر او بانو آریو دختر پادشاه میچو بود
وقتی پادشاه نه‌مول درگذشت و پسرش هنوز جوان بود، شیلسونگ به جای او به عنوان پادشاه بر تخت نشست.
در سال ۴۰۲ با ژاپنی‌ها دوستی برقرار کرد و «کیم میساهون» را به عنوان گروگان فرستاد. بکجه درسال ۴۰۳ میلادی حمله کرد، اما سوابق به تفصیل ذکر نشده است. درسال ۴۰۵ میلادی، ژاپنی‌ها به میونگهانگ حمله کردند، اما نتوانستند آن را نابود کنند و جلوی عقب‌نشینی را گرفتند و حدود ۳۰۰ سرباز ژاپنی را به اسارت گرفتند. درسال ۴۰۷ میلادی، ژاپنی‌ها دوباره به شرق و جنوب حمله کردند و غارت کردند و به بیش از ۱۰۰ نفر از ساکنان خسارت وارد کردند.
درسال ۴۱۲ میلادی پادشاه شیلسونگ، کیم بوکهو پسر پادشاه نه‌مول را به عنوان گروگان نزد گوگوریو فرستاد و درسال ۴۱۵ میلاپی، در پونگدو با ژاپنی‌ها جنگید و پیروز شد.
پس از بازسازی، شیلسونگ تلاش کرد تا نولجی، پسر دیگر پادشاه نه‌مول را به عنوان گروگان به گوگوریو بفرستد. پادشاه نولجی پس از او به تخت نشست و به این ترتیب جانشینی قبیله کیم به تاج و تخت ادامه داد.

## خانواده
گفته می‌شود ملکه او بانو کیم آریو، دختر پادشاه میچو است.
- پدر: کیم ته‌سوجی
- مادر: بانو ایریسوک - دختر آچان سوک‌دونگبو
- ملکه: بانو کیم آریو
  - پسر: کیم چیهیو
  - دختر: بانو کیم آرو - ملکه پادشاه نولجی
  - دختر: شاهدخت کیم چیسول - همسر پارک جیسانگ